# ヴァルミア
ヴァルミア（波:Warmia、羅:Varmia）または、エルムラント（独:Erm(e)land ）は、ポーランド北東部のポモージェとマズールィに挟まれた地域である。マズールィと共にヴァルミア＝マズールィ県を構成している。ヴァルミアの西方にPomesania、南方にZiemia chełmińska、Zemia sasińska、マズールィ（Mazury）があり、東方にサンビア（Sambia）、北方にヴィスワ川の河口であるヴィストゥラ潟という潟がある。ヴァルミアはその歴史上さまざまな国や民族に支配されてきており、特にプルーセン、ドイツ騎士団、ポーランド王国、プロイセン王国などがあった。この地域の歴史は、ヴァルミア大司教領（ヴァルミア公国）と密接に関わっている。ヴァルミアは、その北部に居住していたプロイセンの部族ヴァルミア族に関係しており、民間伝承によると、ヴァルミアの名は、伝説的なヴァルミア族の族長ヴァルモ（Warmo）に由来すると言われているが、エルムラントの方は、彼の妻エルマ（Erma）に由来していると言われる。